# 니혼바시구
니혼바시구(일본어: 日本橋区)는 도쿄도에 일찍이 존재했던 구이며, 1878년부터 1947년까지 존속했다. 지금의 주오구에 해당한다.

## 역사
- 1878년 11월 2일, 도쿄부 니혼바시구 설치
- 1889년 5월 1일, 시제 시행으로 도쿄시 니혼바시구가 됨.
- 1943년 7월 1일, 도쿄도제 시행으로 도쿄도 니혼바시구가 됨.
- 1947년 3월 15일, 니혼바시구와 교바시구 구역을 합쳐 주오구를 설치함.

## 교통

### 철도
- 일본국유철도
  - 도호쿠 본선
- 도쿄 지하철도 (→제도고속도교통영단, 현 도쿄 메트로
  - 도쿄메트로도선
- 도쿄도 교통국
  - 도쿄도 전차